# 沙田官立中學

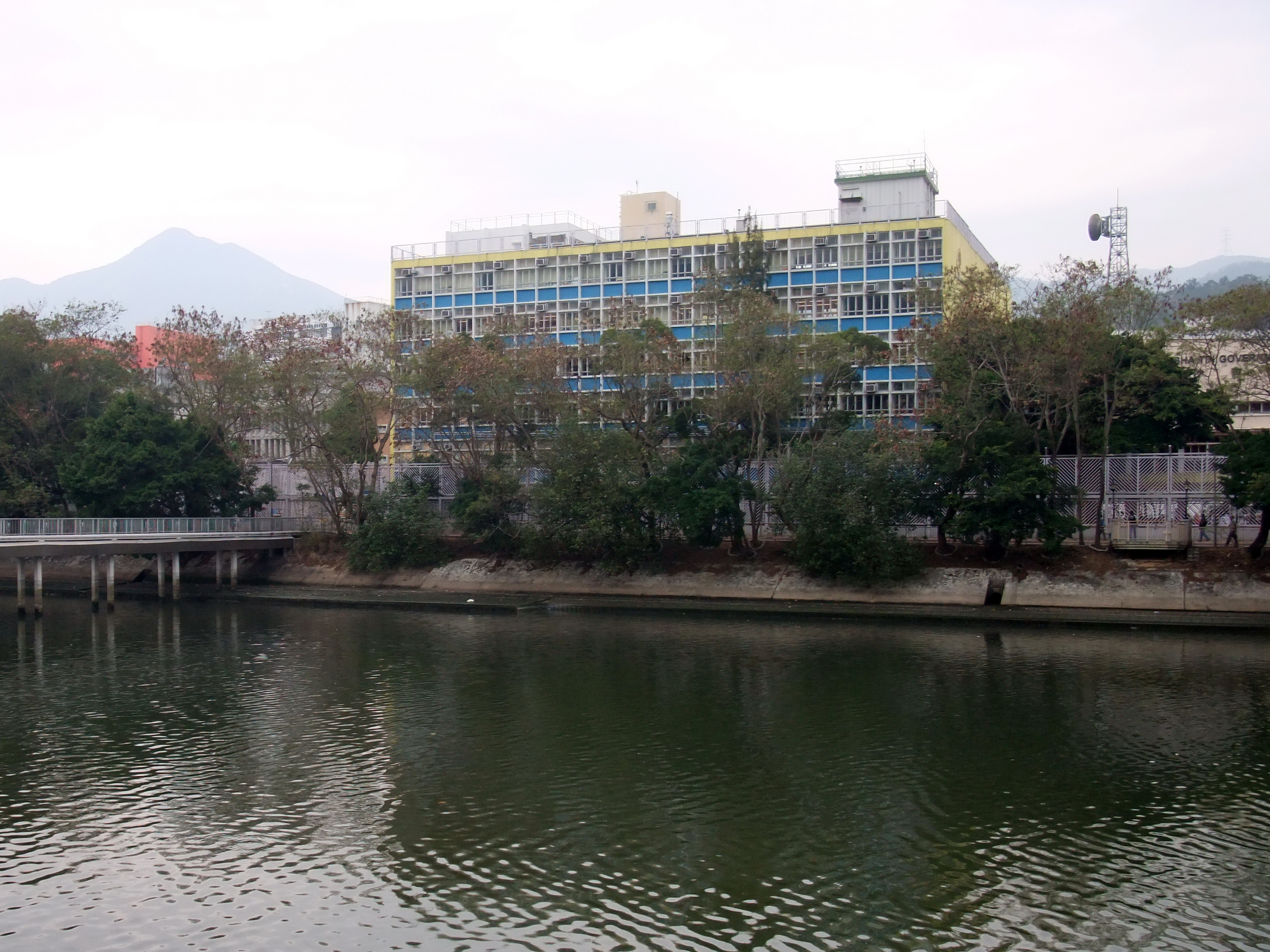
眺望城門河的沙田官立中學

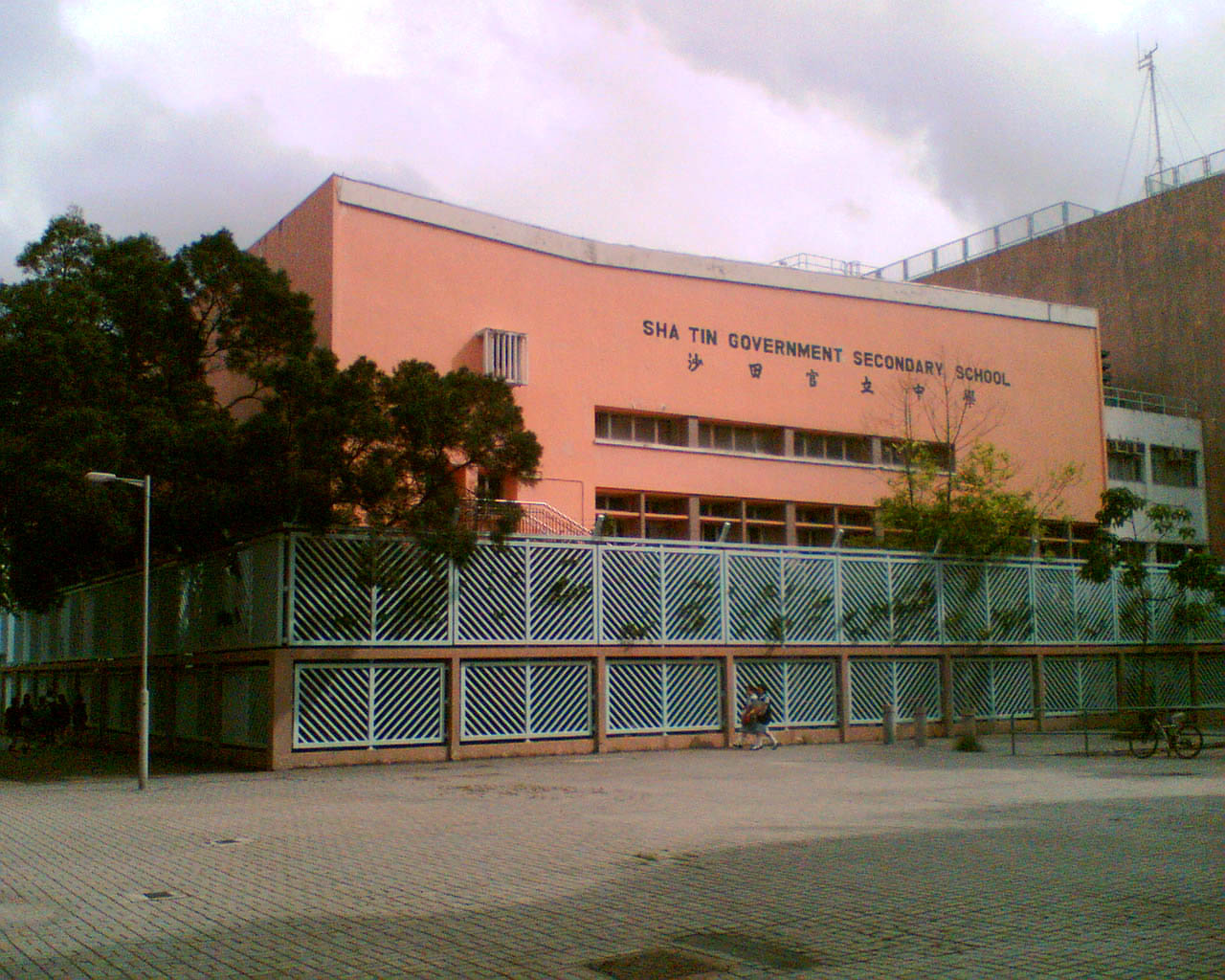
翻油前的沙田官立中學

沙田官立中學（英語：Sha Tin Government Secondary School，簡稱：沙官中、沙田官中、STGSS），位於新界沙田，是香港一所第一組別的官立英文中學，由港英麥理浩政府於1972年創辦，創校時為文法學校。首任校長為英國人岳文林（J. Ormerod），附近的文林路以他命名。
沙田官中是沙田新市鎮最早期的一批中學，亦是區內第一間官立中學。沙田官中校舍處於城門河畔，創校初年曾因為沙田校舍尚未建成，暫以黃大仙龍翔官立中學為校址。

## 大事紀
- 1973年，沙田官立中學校舍正式啟用。
- 1993年，沙田官立中學學生會正式成立。
- 1995年，一度中斷的沙田官立中學舊生會在高葉慧嫻校長大力支持下重新組織成為沙田官立中學校友會，首任主席為阮卓輝博士。同年，懸掛於禮堂上的英女皇像被除下，準備香港主權移交。[來源請求]
- 1998年，沙田官立中學率先加入了教育統籌局的資訊科技教育試驗計劃，是全港獲選加入計劃的10間中學之一，並獲政府撥款600萬港元作為開發費用，建成學校光纖內聯網及自行管理伺服器，其後有新加坡國防部、新加坡華僑中學、及中國國內各單位前來參觀其基建設施。同年，該校第一屆畢業生龐愛蘭小姐獲選為香港十大傑出青年。[來源請求]
- 2001年，香港中學收生分開男女編排的制度被投訴為不公平，受法院裁決影響，該年沙官中一需要加開一班以接收在原來制度下未能獲編入該校的女生。[來源請求]
- 2005年，根據教統局的「校舍擴建計劃」，沙田官立中學完成在舊有停車場上蓋加建新翼的工程，達到2000年的校舍標準，並使校舍成為「四合院」，學生從實驗室走到對面後樓梯的課室不再需要兜圈子[1]。
- 2010年，沙田官立中學更新其官方網站版面，引起部份同學及校友不滿，於Facebook上建立群組《永遠懷念STGSS舊網頁 (2004-2010)》，直至2011年10月，網站始改為較新的版面，唯網站只設英文版本。[來源請求]
- 2011年，沙田官立中學因屬官校，必須參與教育局提倡的自願優化班級結構計劃，該年度起的中一由原本5班（1A-1E）改為4班（1A-1D），直至現在[來源請求]

## 校訓
沙田官立中學的校訓是「智、仁、勇」（Wisdom, Love, Vigour），出自《論語》的《論仁、論君子》：「智者不惑、仁者不憂、勇者不懼」。第二任校長黃景添先生在建校初年除了在校舍中央種植了老杉樹之外，也成立了以花卉命名四社：杜鵑花（Azalea）、洋紫荊（Bauhinia）、山茶花（Camellia）及藍花楹（Jacaranda），其中藍花楹社的英文名字以J字開頭，是特別為紀念首任校長岳文林。

## 歷任校長
- 岳文林先生 (1972年－1978年)
- 黃景添先生 (1978年－1979年)
- 戚懿璧女士 (1979年－1986年)
- 高葉慧嫻女士 (1986年－1995年)
- 馬紹良先生 (1995年－2000年)
- 張歡鴻先生 (2000年－2001年)
- 周金祥先生 (2001年－2012年)
- 黃廣榮先生 (2012年－2019年)
- 林月華女士 (2019年－2023年，任內去世[2])
- 蔡鳳雯女士 (2023年－)

## 公開考試佳績
在歷屆香港中學會考及香港中學文憑考試，沙田官立中學曾產生會考「10A狀元」及文憑試「7科5**狀元」（在甲類科目中至少3個選修科及4個核心科獲得5**成績）。截至2024年，共有4位，全部為會考「10A狀元」，排名全港第15。
香港中學會考「10A狀元」：
- 1995年：周勝馥，於美國加州大學洛杉磯分校修讀物理學，並轉學至美國史丹福大學修讀經濟學，於香港中文大學獲得經濟學哲學碩士[5][6]
- 1997年：楊作衡，獲選香港傑出學生，任香港大學土木工程學系研究助理教授 [7][8][9]
- 2001年：李文俊，香港中文大學數學系畢業，獲尤德爵士紀念基金海外研究生獎學金於美國史丹福大學修畢數學博士，現任香港中文大學數學系副教授 [10][11]
- 2006年：陳婷婷，獲選香港傑出學生，於香港大學修畢內外全科醫學士 [12][13][14]

## 香港傑出學生選舉
截至2023年（第38屆），沙田官立中學在香港傑出學生選舉共出產6名傑出學生，在香港所有中學之中排名第16。

## 与其有关
沙田官立中學亦是香港環境保護署的沙田空氣質素監測站所在地。

## 重大事件
- 2008年4月16日，該校一名15歲中三女生陳綺文在其住所馬鞍山恆安邨恆星樓墮樓身亡[18]。
- 2010年3月28日，該校一名16歲來自綜援家庭的姓蔡中四男學生潛入低年級班房偷去2名中一女生合共341元及一部手機。校方得悉事件後報警處理。該男生其後在沙田法院承認兩項盜竊罪[19]。
- 2014年11月17日，因沙田官中早前一份中二級中文測驗卷，以「9·28催淚彈驅散行動」為題材，要學生在文章中填上適當成語，形容警方「＿ ＿ 人 ＿」，引起反佔中人士的指摘，《人民日報》海外版文章批評該測驗卷引導學生要形容警方「草菅人命」[20]。不過沙田官中回應傳媒查詢時指，該試卷的正確答案是「不近人情」而非「草菅人命」[21]。11月25日，沙官一群校友以「一群沙田官立中學舊生」為署名，在《明報》港聞版內頁落全版廣告，批評這些騷擾師生的行為和連串失實的報道和抹黑，並呼籲「全港市民，本著良知和公義，守護香港的民主自由，使下一代可在免於恐懼的環境下學習和成長」[22]。
- 2017年6月12日，該校一名24歲葉姓女教學助理疑不堪工作壓力困擾，在港鐵大圍站跳軌亡。葉剛畢業即獲聘為合約制教學助理，於2016年9月入職，主要負責協助教師準備教案、準備教材、做成績及數據統計等工作[23]。

## 外部連結
- 沙田官立中學* （页面存档备份，存于）
- 永遠懷念STGSS舊網頁 (2004-2010)

22°22′35″N 114°11′4.7″E / 22.37639°N 114.184639°E